# Четвертий Латеранський собор
41°53′12″ пн. ш. 12°30′19″ сх. д. / 41.8867° пн. ш. 12.5053° сх. д.
Четве́ртий Латера́нський собо́р — Вселенський собор католицької церкви, який відбувся 11 листопада 1215 року.
У Римі під головуванням папи Іннокентія III скликано найбільший церковний собор середньовіччя — IV Латеранський вселенський собор, в роботі котрого брали участь понад 800 єпископів, королі європейських країн, посланці держав хрестоносців, а також патріархи Константинополя і Єрусалима.
Собор прийняв 70 канонів, ввів обов'язковий 5-відсотковий податок на церкву, засудив єретичні вчення, виробив юридичні основи для запровадження інквізиції, зобов'язав християн не менше як раз у рік сповідатись, а священникам берегти таємницю сповіді.